# Schriften von Pierre Bourdieu
Dieses Auswahl-Verzeichnis wichtigerer Schriften des französischen Soziologen Pierre Bourdieu soll die Liste der dort aufgeführten Hauptwerke ergänzen. Es stellt eine Auswahl der ca. 1800 Schriften Bourdieus dar, es sind solche Schriften erfasst, die überwiegend als die bedeutenderen angesehen werden. Die Schriften sind in zeitlicher Reihenfolge, Aufsätze in Zeitschriften und Sammelwerken sind gesondert aufgeführt.

## Einzelschriften
- Sociologie de l'Algérie, Presses Universitaires de France, Reihe Que sais-je ? Nr. 802, Paris 1958; neu aufgelegt bei Quadrige, Paris 2012, ISBN 2-13-060877-9
  - englisch: The Algerians, übersetzt von Alan C.M. Ross, mit einem Vorwort von Raymond Aron, Beacon Press, Boston 1962
- Mit Alain Darbel, Jean-Paul Rivet und Claude Seibel, Travail et travailleurs en Algérie, Mouton, Paris – Den Haag 1963, ISBN 2-7073-0157-4; gekürzte Fassung s. u. Algérie 60, 1977
- Mit Jean-Claude Passeron und Michel Eliard, Les étudiants et leur études, Mouton, Paris 1964; Nachdruck des Kapitels "Culture libre et inégalités scolaires" in: Michel Lallement (Hrsg.): Histoire des idées sociologiques, Bd. 2, Nathan (coll. Circa), Paris 1993, S. 82 ff.

- Mit Abdelmalek Sayad: Le Déracinement: la crise de l'agriculture traditionelle en Algérie, Éd. de Minuit, Reihe Grands ducoments, Paris 1964; Neuauflage 1989, ISBN 2-7073-0156-6
- Mit Luc Boltanski und Robert Castel, Un art moyen. Essai sur les usages sociaux de la photographie, Éd. de Minuit, Paris 1965; 2. Ausgabe 1993, ISBN 2-7073-0029-2
  - deutsch: Eine illegitime Kunst. Die sozialen Gebrauchsweisen der Photographie, übersetzt von Udo Rennert, Europäische Verlagsanstalt, Frankfurt am Main 1981, ISBN 978-3-434-46162-3
- Mit Jean-Claude Passeron und Monique de Saint Martin, Rapport pédagogique et communication, Mouton, Paris 1965
  - englisch: Academic discourse. Linguistic misunderstanding and professiorial power, übersetzt von Richard Teese, mit Beiträgen von Christian Baudelot und Guy Vincent, Polity Press, Cambridge 1996, ISBN 0-7456-0820-5
- Mit Alain Darbel, unter Mitarbeit von Dominique Schnapper: L'amour de l'art, Les musées d'art européens et leur public, Les Éd. de Minuit, Paris 1966
  - deutsch: Die Liebe zur Kunst. Europäische Kunstmuseen und ihre Besucher, übersetzt von Stephan Egger, UVK, Konstanz 2006, ISBN 978-3-89669-667-0
- Mit Jean-Claude Chamboredon und Jean-Claude Passeron: Le métier de sociologue: Préalables épistémologiques, Mouton de Gruyter, Paris 1968; 5. Auflage 2005, ISBN 3-11-017429-4
- Mit Jean Claude Passeron: La Reproduction. Éléments pour une théorie du système d'enseignement, Les Éditions de Minuit, Paris 1970, ISBN 2-7073-0226-0
  - deutsch: Grundlagen einer Theorie der symbolischen Gewalt. Kulturelle Reproduktion und soziale Reproduktion, übersetzt von Eva Moldenhauer, Suhrkamp, Frankfurt am Main 1973, ISBN 3-518-07365-6
- Esquisse d'une théorie de la pratique, précédé de Trois études d'ethnologie kabyle, Droz, Genf 1972
  - deutsch: Entwurf einer Theorie der Praxis auf der ethnologischen Grundlage der kabylischen Gesellschaft, übersetzt von Cordula Pialoux (1. Teil) und Bernd Schwibs (2. Teil), Suhrkamp, Frankfurt am Main 1976, ISBN 3-518-07148-3; neu aufgelegt als Suhrkamp-Taschenbuch Wissenschaft Nr. 291, Frankfurt am Main 2015, ISBN 978-3-518-27891-8
- Algérie 60: structures économiques et structures temporelles, Les Éditions de Minuit, Reihe Grands documents, Paris 1977, gekürzte Fassung von: Pierre Bourdieu, Alain Darbel, Jean-Paul Rivet und Claude Seibel, Travail et travailleurs en Algérie, Mouton, Paris – Den Haag 1963, ISBN 2-7073-0157-4
  - deutsch: Die zwei Gesichter der Arbeit. Interdependenzen von Zeit- und Wirtschaftsstrukturen am Beispiel einer Ethnologie der algerischen Übergangsgesellschaft, übersetzt von Franz Schultheis, UVK, Konstanz 2000, ISBN 978-3-89669-920-6
- Culture et politique, in: Question de sociologie, Paris 1980, S. 236–250
  - deutsch: Bildung und Politik, übersetzt von Hella Beister, zuerst in: Pierre Bourdieu, Soziologische Fragen, Suhrkamp, Frankfurt 1993, S. 224–238
  - erneut erschienen in: Schriften. Schriften zur Politischen Ökonomie 2. Politik, S. 209–222
- La grĕve et l'action politique, in: Questions de sociologie, Minuit, Paris 1980, S. 251–263
  - deutsch: Streik und politisches Handeln, übersetzt von Hella Beister und Bernd Schwibs, zuerst in: Soziologische Fragen, Suhrkamp, Frankfurt 1993, S. 239–251
  - erneut erschienen in: Schriften. Schriften zur Politischen Ökonomie 2. Politik, Suhrkamp, Berlin 2013, S. 315–328
- Les sens pratique, Les Éditions de Minuit, Reihe Le sens commun, Paris 1980, ISBN 2-7073-0298-8
- Leçon inaugurale, Antrittsvorlesung, gehalten am 23. April 1982 am Collège de France, Lehrstuhl für Soziologie, Collège de France, Paris 1982
- Ce que parler veut dire: l'économie des échanges linguistiques, Fayard, Paris 1982, ISBN 2-213-01216-4
  - deutsch: Was heißt sprechen? Die Ökonomie des sprachlichen Tausches. Braumüller, Wien 1990, ISBN 3-7003-1518-X
- L'ontologie politique de Martin Heidegger, Les Éditions de Minuit, Reihe Le sens commun, Paris 1988, ISBN 2-7073-1166-9
- La noblesse d'État: grandes écoles et esprit de corps, Les Éditions de Minuit, Reihe Le sens commun, Paris 1989, ISBN 2-7073-1278-9
  - deutsch: Der Staatsadel, übersetzt von Franz Hector und Jürgen Bolder, UVK, Konstanz 2004, ISBN 978-3-89669-807-0
- Mit James Samuel Coleman, Social theory for a changing society, Russel Sage Foundation – Westview, Boulder, New York 1991, ISBN 0-8133-1194-2
- Raisons pratiques: sur la théorie de l'action, Seuil, Paris 1994, ISBN 2-02-030026-5
  - deutsch: Praktische Vernunft. Zur Theorie des Handelns, übersetzt von Hella Beister, Suhrkamp, Frankfurt am Main 1998, ISBN 978-3-518-11985-3
- Gespräch mit Hans Haacke, Libre-échange Vorwort von Inés Champey, Seuil, Presses du Réel, Paris 1994, ISBN 2-02-021380-X ; enthält als zusätzlichen Beitrag C'est trop beau
  - deutsch: Freier Austausch. Für die Unabhängigkeit der Phantasie und des Denkens, übersetzt von Ilse Utz, S. Fischer, Frankfurt am Main 1995, ISBN 978-3-10-007803-2
- Champ politique, champ des sciences sociales, champ journalistique, in: Cahiers du Groupe de Recherche sur la Socialisation 15, Université Lumière Lyon, 2 Lyon 1996, S. 5–31
  - deutsch: Politik, Sozialwissenschaften und Journalismus, übersetzt von Eva Kessler, in: Schriften. Schriften zur Politischen Ökonomie 2. Politik., Suhrkamp, Berlin 2013, leicht gekürzte Fassung, S. 265–290
- Les usages sociaux de la science: pour une sociologie clinique du champ scientifique, Vortrag auf einer Konferenz der Gruppe Sciences en questions Paris, INRA, am 11. März 1997
  - deutsch: Vom Gebrauch der Wissenschaft. Für eine klinische Soziologie des wissenschaftlichen Feldes, übersetzt von Stephan Egger, UVK, Konstanz 1998
- Contre-feux: propos pour servir à la résistance contre l'invasion néo-libérale, Liber, Reihe Raisons d'agir, Paris 1998, ISBN 2-912107-04-0
  - deutsch: Gegenfeuer 1. Wortmeldungen im Dienste des Widerstandes gegen die neoliberale Invasion, UVK, Konstanz 1998 (2. Aufl. 2004), ISBN 978-3-89669-511-6
- Les structures sociales de l'économie, Seuil, Reihe Liber, Paris 2000, ISBN 2-02-041295-0
  - englisch: The social structures of the economy, übersetzt von Chris Turner, Polity, Oxford 2005, ISBN 0-7456-2539-8
- Le champ politique, in: Propos de la champs politique, Presse universitaire de Lyon, Lyon 2000, Seiten 49–80
  - deutsch: Das politische Feld, übersetzt von Roswitha Schmid, in: Das politische Feld. Zur Kritik der politischen VernunftUVK, Konstanz 2001, Seiten 41–60;
  - neu erschienen in: Schriften. Schriften zur politischen Ökonomie 2: Politik, Suhrkamp, Berlin 2013, Seiten 97–112
- Espace social et champ politique, in: Propos de la champs politique, Presse universitaire de Lyon, Lyon 2000, Seiten 93–97
  - deutsch: Sozialer Raum und politisches Feld, übersetzt von Roswitha Schmid, zuerst in: Das politische Feld. Zur Kritik der politischen Vernunft, UVK, Konstanz 2001, Seiten 127–132
  - neu erschienen in: Schriften. Schriften zur politischen Ökonomie 2: Politik, Suhrkamp, Berlin 2013, Seiten 113–116
- Monopolisation politique et révolutions symboliques, in: Propos sur le champ politique, Presse universitaire de Lyon, Lyon 2000, Seiten 99–107
  - deutsch: Politische Monopolisierung und symbolische Revolutionen, übersetzt von Roswitha Schmid, in: Das politische Feld. Zur Kritik der politischen Vernunft, UVK, Konstanz 2001, Seiten 133–140
  - neu erschienen in: Schriften. Schriften zur politischen Ökonomie 2: Politik, Suhrkamp, Berlin 2013, Seiten 329–335
- Contre-feux 2 : pour un mouvement social européen, Paris, Raisons d'agir, 2001, ISBN 2-912107-13-X
  - deutsch: Gegenfeuer 2. Für eine europäische soziale Bewegung, UVK, Konstanz 2001, ISBN 3-89669-997-0
- Langage et pouvoir symbolique, mit einem Vorwort von John B. Thompson, Seuil, Reihe Points essais, Nr. 431, Paris 2001, (ISBN 2-02-050922-9) – Durchgesehene und erweiterte Ausgabe von Texten, die unter dem Titel Ce que parler veut dire 1983 (s. o.) erschienen sind.
- Science de la science et Réflexivité. Cours du Collége de France 2000-2001, Raisons d’agir, Reihe Cours et travaux, 2001, ISBN 978-2-912107-14-5
- Le Bal des célibataires. Crise de la société paysanne en Béarn, Seuil, Reihe Points Essais, Paris 2002, ISBN 978-2-02-052570-1
  - deutsch: Junggesellenball. Studien zum Niedergang der bäuerlichen Gesellschaft, UVK, Konstanz 2008, ISBN 978-3-89669-790-5
- Mit Roger Chartier: Le sociologue et l'historien, Agone, Marseille 2010, ISBN 978-2-7489-0118-4
  - deutsch: Der Soziologe und der Historiker, übersetzt von Thomas Wäckerle, Turia + Kant, Wien 2011, ISBN 978-3-85132-660-4
- Sur l'État: Cours au Collège de France (1989–1992), Seuil, Paris 2012, ISBN 978-2-02-066224-6, herausgegeben von Patrick Champagne, Rémi Lenoir, Franck Poupeau und Marie-Christine Rivière anhand von Vorlesungsnotizen von Pierre Bourdieu
  - deutsch: Über den Staat. Vorlesungen am Collège de France 1989–1992, übersetzt von Horst Brühmann und Petra Willim, Suhrkamp, Berlin 2014, ISBN 978-3-518-58593-1; wieder ebd. 2017
- Sur Manet: Une révolution symbolique, Seuil/Raisons d'agir, Reihe Cours et travaux, Paris 2013, ISBN 2-02-113540-3, herausgegeben von par Pascale Casanova, Patrick Champagne, Christophe Charle, Franck Poupeau und Marie-Christine Rivière
  - deutsch: Manet. Eine symbolische Revolution. Vorlesungen am Collège de France 1998–2000 Mit einem unvollendeten Manuskript von Pierre und Marie-Claire Bourdieu. Suhrkamp, Berlin 2015, ISBN 978-3-518-58680-8

- Sociologie générale: Cours au Collège de France (1981–1983), Band 1, Seuil/Raisons d'agir, Reihe Cours et travaux, Paris 2015, ISBN 978-2-02-127978-8, herausgegeben von Patrick Champagne, Julien Duval, Franck Poupeau und Marie-Christine Rivière
- Sociologie générale: Cours au Collège de France (1983–1986), Band 2, Seuil/Raisons d'agir, Reihe Cours et travaux, Paris, ISBN 978-2-02-133587-3, herausgegeben von Patrick Champagne, Julien Duval, Franck Poupeau und Marie-Christine Rivière

### Schriften, die nur in deutscher Sprache erschienen sind
- Mobilisierung gegen den Neoliberalismus. Das Tagebuch des Streiks in Frankreich November/Dezember 1965, Interview mit Margareta Steinrücke fürSozialismus, in: Supplement der Zeitschrift "Sozialismus" Nr. 24. 1997, 6; Nachdruck: VSA, Hamburg 1997, ISBN 978-3-87975-922-4
- Zukunft gestalten. Reden und Beiträge zum Ernst-Bloch-Preis 1997. Talheimer, Mössingen 1998, ISBN 978-3-89376-074-9
- Mit Hubert Christian Ehalt: Für eine neue europäische Aufklärung. Picus, Wien 2010, ISBN 978-3-85452-581-3
- Forschen und Handeln. Recherche et Action. Vorträge am Frankreich-Zentrum der Albert-Ludwigs-Universität Freiburg (1989–2000). Rombach, Freiburg 2004, ISBN 978-3-7930-9394-7
- Die Intellektuellen und die Macht. VSA, Hamburg 2022, ISBN 978-3-96488-150-2 (zuerst 1991).

## Aufsätze in Zeitschriften
- L'école conservatrice. Les inégalités devant l'école et devant la culture, in: Revue française de sociologie, Band 7, Nr. 3, Juli–September 1966, S. 325–347
  - deutsch: Die konservative Schule, übersetzt von Jürgen Bolder, in: Wie die Kultur zum Bauern kommt. Über Bildung, Klassen und Erziehung, Schriften zu Politik & Kultur 4, herausgegeben von Margareta Steinrücke; Nachdruck in: Absolute Pierre Bourdieu, herausgegeben und mit einem biografischen Essay von Joseph Jurt, Orange-Press, Freiburg i. Br. 2001
- Champ intellectuel et projet créateur, in: Les Temps Modernes Nr. 246, November 1966, S. 865–906
  - deutsch: Künstlerische Konzeption und intellektuelles Kräftefeld, übersetzt von, in: Zur Soziologie der symbolischen Formen, Suhrkamp, Frankfurt/Main 1970; Auszug daraus Das kulturell Unbewußte (S. 115–124) in: Ralf Konersmann (Hg.): Kulturphilosophie, Reclam, Leipzig 1996: S. 243–252
- Mit Viviane Isambert-Jamati, Sociologie de l'education, in: Revue française de sociologie, I. 1, Sonderheft, 1967, S. 1–169
- Mit Viviane Isambert-Jamati, Sociologie de l'éducation, in Revue française de sociologie, I. 2, Sonderheft 1968, S. 167–302
- Mit Jean-Claude Passeron, L'examen d'une illusion, in: Revue française de sociologie, 1968, S. 227–253
- Mit Monique de Saint-Martin, L'excellence scolaire et les valeurs du système d'enseignement français, Annales, Paris, Band 25, Nr. 1, Januar März 1970, S. 147–175
- mit Luc Boltanski, La défense du corps, in: Social Science Information, Band 10, Nr. 4, S. 45–86, 1971
- Les doxosophes, in: Minuit 1, 1972, S. 26–45; auszugsweise in: Bourdieu, Interventions 1961-2001, Agone, Marseille, S. 84–85
  - deutsch: Die Doxosophen, auszugsweise in Interventionen 1961-2001 Band 1, VSA, Hamburg 2003, S. 8–90; vollständig, übersetzt von Eva Kessler, in: Schriften. Schriften zur Politischen Ökonomie 2. Politik, Suhrkamp, Berlin 2013, S. 223–242
- L'opinion publique n'existe pas, in: Les Temps Modernes 29, 1973, Nr. 318, S. 1292–1309; auch in Bourdieu, Questions de sociologie, Minuit, Paris 1980, S. 222–235
  - deutsch: Die öffentliche Meinung gibt es nicht, übersetzt von Hella Beister, in: Bourdieu, Soziologische Fragen, Suhrkamp, Frankfurt a. M. 1993, S. 213–223
  - neu erschienen in: Schriften. Schriften zur Politischen Ökonomie 2. Politik, Suhrkamp, Berlin 2013, S. 243–254
- Les intellectuels dans le champ de la lutte des classes, La nouvelle critique, Band 10 Nr. 87, 1975, S. 66–69
- L'invention de la vie d'artiste, Actes de la recherche en sciences sociales, Band 1, März 1975, S. 67–94. Online zu lesen bei Persée
- mit Luc Boltanski, Le fétichisme de la langue, in: Actes de la recherche en sciences sociales, Band 1, Nr. 4, Juli 1975, S. 2–32
- mit Luc Boltanski, Le titre et le poste: rapport entre système de production et système de reproduction, in: Actes de la recherche en sciences sociales, Band 1, Nr. 2, S. 95–107, 1975
- L'ontologie politique de Martin Heidegger, in: Actes de la recherche en sciences sociales, 1975, Nr. 5/6 (Themenheft La critique du discours lettré), S. 109–156; erweiterte französischsprachige Buchfassung: L'ontologie politique de Martin Heidegger, Les Éditions de Minuit, Paris 1988
  - deutsch: Die politische Ontologie Martin Heideggers, Frankfurt/M.: Syndikat Verlag, Frankfurt am Main 1976, dazu ein Text von Jean Bollack und Heinz Wiesmann: Heidegger, der Unumgängliche
  - erweiterte deutsche Neuausgabe: Suhrkamp, Frankfurt am Main 1988
  - neue deutsche Teilübersetzung: "Zensur und Formgebung" in: Was heißt sprechen. Die Ökonomie des sprachlichen Tausches, Braumüller, Wien 1990, Seiten 117–145
- Le sens pratique, in: Actes de la recherche en sciences sociales, Band 2, Nr. 1, Februar 1976, S. 2–31
- Mit Luc Boltanski, La production de l'idéologie dominante, in: Actes de la recherche en sciences sociales, Band 2, Nr. 2–3, 1976, S. 4–73
- Mit Luc Boltanski, Les professeurs de l'Institut d'études politiques, Actes de la recherche en sciences sociales, Band 2 Nrn. 2–3, 1976, S. 66–69
- Mit Luc Boltanski, Un jeu chinois: notes pour une critique sociale du jugement, Actes de la recherche en sciences sociales, Band 2 Nr. 4, September 1976, S. 91–101
- Mit Monique de Saint-Martin, Anatomie du goût, Actes de la recherche en sciences sociales, Band 2 Nr. 5, Oktober 1976, S. 4–112
- Questions de politique, in: Actes de la recherche en sciences sociales 16, 1977, S. 55–89; Teile in La Distinction. Critique sociale du jugement S. 620–685
  - deutsch: Politische Fragen, übersetzt von Bernd Schwibs und Achim Russer, in: Schriften. Schriften zur Politischen Ökonomie 2. Politik, S. 125–208; zuerst in: Die feinen Unterschiede. Kritik der gesellschaftlichen Urteilskraft, Suhrkamp, Frankfurt 1982, S. 620–685
- Une classe objet, in: Actes de la recherche en sciences sociales, Nr. 17/18 1977, S. 2–5
  - deutsch: Eine Klasse für andere, übersetzt von Jürgen Bolder, in: Der Tote packt den Lebenden, VSA, Hamburg 2011, S. 123–133
- Le mort saisit le vif, in: Actes de la recherche en sciences sociales, Nr. 32–33, 1980, S. 3–14
  - deutsch: Der Tote packt den Lebenden, übersetzt von Jürgen Bolder, in: Der Tote packt den Lebenden, Neuauflage der Schriften zu Politik und Kultur 2, VSA, Hamburg 2011 (1. Auflage 1997). S. 17–54
- Entretien avec Pierre Bourdieu: la sociologie est-elle une science?, La Recherche, Nr. 112, Paris Juni 1980, S. 735–774, Interview; auch veröffentlicht in Questions de sociologie, Les Éditions de Minuit, Paris 1980; wieder veröffentlicht in: La recherche, Nr. 331 (Mai 2000), S. 69–71
  - deutsch: Störenfried Soziologie?, in: Soziologische Fragen, Suhrkamp, Frankfurt/M. 1993
- La répresentation politique. Éléments pour une théorie du champ politique, in: Actes de la Recherche en Sciences Sociales 36/37, 1981, S. 3–24
  - deutsch: Die politische Repräsentation, übersetzt von Roswitha Schmid, in: Politik. Schriften zur Politischen Ökonomie, Suhrkamp, Berlin 2013, S. 43–96
- Décrire et préscrire. Note sur les conditionsde possibilité et les limites de l'efficacité politique, in: Actes de la Recherche en Sciences Sociales 36/37, 1981, S. 69–73; auch in: Pierre Bourdieu, Ce que parler veux dire. L'économie des changes linguistique, Fayard, Paris 1982, S. 148–161
  - deutsch: Beschreiben und Verschreiben. Die Bedingungen der Möglichkeit politischer Wirkung und ihre Grenzen, übersetzt von Hella Beister, in: Politik. Schriften zur Politischen Ökonomie, Suhrkamp, Berlin 2013, S. 11–22
- Espace social et genèse des classes, in: Actes de la Recherche en Sciences Sociales, Nrn. 52–53, Juni 1984, S. 3–12
  - deutsch: Sozialer Raum und „Klassen“. Zwei Vorlesungen, übersetzt von Bernd Schwibs, Suhrkamp, Frankfurt a. M. 1985, ISBN 3-518-28100-3
- La délegation et le fétichisme politique, in: Actes de la Recherche en Sciences Sociales, Nrn. 52–53, Juni 1984, S. 49–55
  - deutsch: Delegation und politischer Fetischismus, übersetzt von Bernd Schwibs, in: Politik. Schriften zur Politischen Ökonomie 2, Suhrkamp, Berlin 2013, Seiten 43–96
- Le sondage: une „science“ sans savant, zuerst als Remarques à propos de la valeur scientifique et des effets politiques des enquêtes d'opinion, in: Pouvoirs, Revue Française d'Études Constitutionelles et Politiques 33, 1985, S. 131–139
  - deutsch: Meinungsforschung: Eine „Wissenschaft“ ohne Wissenschaftler, in: Rede und Antwort, Suhrkamp, Frankfurt a. M. 1992, S. 208–216
  - neu erschienen in: Schriften. Schriften zur politischen Ökonomie 2. Politik, Suhrkamp, Berlin 2013, S. 255–264
- La force du droit. Pour une sociologie du champ juridique, in: Actes de la recherche en sciences sociales Nr. 64, September 1984, S. 3–19
- What makes a social class. On the theoretical and practical existence of groups, Vorlesung, gehalten beim Dean-Symposium, Universität von Chicago, April 1987, in: Berkeley Journal of Sociology Nr. 32, 1987, S. 1–17
  - deutsch: Wie eine soziale Klasse entsteht, übersetzt von Jürgen Bolder, in: Der Tote packt den Lebenden, VSA, Hamburg 2011, S. 97–122
- Penser la Politique, in: Actes de la Recherche en Sciences Sociales 71/72, 1988, S. 2–3
  - deutsch: Politik denken, übersetzt von Eva Kessler, in: Politik. Schriften zur Politischen Ökonomie 2, Suhrkamp, Berlin 2013, Seiten 7–9; deutsche Erstveröffentlichung
- The Corporatism of the Universal: The Role of Intellectuals in the Modern World, in: Telos 81 (Herbst 1989), Telos Press, New York 1989, S. 99–110
- La domination masculine, in: Actes de la recherche en sciences sociales, Nr. 84, September 1990, S. 2–31, nicht zu verwechseln mit seinem Buch La Domination masculine (1998)
- Que faire de la sociologie?, Gespräch mit Jacques Bass für cfdt – aujourd'hui Nr. 100, März 1991
  - deutsch: Was anfangen mit der Soziologie?, übersetzt von Jürgen Bolder, in: Schriften zu Politik und Kultur, Band Die verborgenen Mechanismen der Macht, VSA, Hamburg 1992, S. 127–147
- mit Terry Eagleton, Doxa and common life, in: New Left Review Nr. 191, Februar 1992, S. 111–121
- Sur la télévision suivi de L'emprise du journalisme, Liber, Reihe Raisons d'agir, Paris 1996, (ISBN 2-912107-00-8); darin sind zwei Kurse vereinigt, die vom Collège de France ausgestrahlt wurden.
- L'emprise du journalisme, in: Actes de la Recherche en Sciences Sociales 101/102, 1994, S. 3–9
  - deutsch: Im Banne des Journalismus, übersetzt von Achim Russer, zuerst in: Über das Fernsehen, Suhrkamp, Frankfurt 1998, S. 103–121
  - neu erschienen in: Schriften. Schriften zur Politischen Ökonomie 2. Politik, Suhrkamp, Berlin 2013, S. 291–304
- Mit Raphaël Lutz, Sur les rapport entre la sociologie et l'histoire en Allemagne et en France, in: Actes de la recherche en sciences sociales Nrn. 106–107, März 1995, S. 108–122
- Mit Stéphane Beaud und Michel Pialoux: Spaltungen in der Welt der Arbeit. Vom alltäglichen Leiden an der Gesellschaft, zuerst erschienen in der Zeitschrift Sozialismus, Supplement ; Jg. 24, Suppl. 9; Nachdruck bei VSA, Hamburg 1997, ISBN 978-3-87975-924-8
- Un sociologue dans le monde: rencontre avec Pierre Bourdieu, in: Revue d'etudes palestininiennes Nr. 22, Winter 2000, S. 3–13
- Le mystère du ministère, in: Actes de la Recherche en Sciences Sociales 140, 2001, S. 7–11
  - deutsch: Das Mysterium des Ministeriums, übersetzt von Eva Kessler, in: Schriften. Schriften zur Politischen Ökonomie 2. Politik, Suhrkamp, Berlin 2013, S. 305–314

## Schriften in Sammelbänden

### Sammelbände in französischer Sprache
- Questions de sociologie, Les Éditions de Minuit, Reihe Documents, Paris 1980, ISBN 2-7073-0325-9
  - deutsch: Soziologische Fragen, übersetzt von Hella Beister und Bernd Schwibs, Suhrkamp, Frankfurt am Main 1993, ISBN 3-518-11872-2
- Choses dites, Les Éditions de Minuit, Reihe Le sens commun, Paris 1987, ISBN 2-7073-1122-7
  - deutsch: Rede und Antwort, übersetzt von Bernd Schwibs, Suhrkamp, Frankfurt am Main 1992, ISBN 3-518-11547-2
- Sur la télévision suivi de L'emprise du journalisme, Paris, Liber, Reihe Raisons d'agir, 1996, ISBN 2-912107-00-8, vereinigt zwei Telekurse des Collège de France
  - deutsch: Über das Fernsehen, übersetzt von Achim Russer, Suhrkamp, Frankfurt am Main 1998, ISBN 978-3-518-12054-5
- Propos sur le champ politique, Presse universitaire du Lyon, Lyon 2000
- Les structures sociales de l'économie, Seuil, Reihe Liber, Paris 2000, ISBN 2-02-041295-0
  - englisch: The Social Structure of the Economy, Polity Press, Cambridge 2005
  - zum Teil auf Deutsch in: Der Einzige und sein Eigenheim, herausgegeben von M. Steinrücke, VSA-Verlag, Hamburg 2002
- Interventions 1961 - 2001, Agone, Marseille 2002, ISBN 2-910846-62-8
- Esquisses algériennes, Seuil, Paris 2008
  - deutsch: Algerische Skizzen, herausgegeben und eingeleitet von Tassadit Yacine-Titouh, übersetzt von Andreas Pfeuffer, Achim Russer, Bernd Schwibs u. a. Suhrkamp, Berlin 2010, ISBN 978-3-518-58552-8

### Sammelbände in deutscher Sprache
- Schriften zu Politik und Kultur, herausgegeben von Margareta Steinrücke, VSA, Hamburg;

Bände
- - Die verborgenen Mechanismen der Macht, 1992, ISBN 978-3-87975-605-6; darin enthalten:
    - Politik, Bildung und Sprache, übersetzt von Heinz H. Schmidt und Enno Schmitz, Interview von Pierre Vianson-Ponté mit P. Bourdieu, in: Le Monde vom 11./12. 1977, hier Seiten 13–29
    - Die feinen Unterschiede (nicht zu verwechseln mit dem gleichnamigen Buch), übersetzt von Bernd Schwibs, Interview mit Hans Dieter Zimmermann für den Hessischen Rundfunk über Die feinen Unterschiede, Frankfurt am Main 1982, hier Seiten 31–47
    - Ökonomische Kapital – kulturelles Kapital – soziales Kapital, übersetzt von Reinhard Kreckel; Originalbeitrag zu dem von R. Kreckel herausgegebenen Sonderband Soziale Ungleichheiten der soziologischen Zeitschrift Soziale Welt, Göttingen 1983, hier Seiten 49–79
    - Die verborgenen Mechanismen der Macht enthüllen, Interview mit Didier Eribon, übersetzt von Jürgen Bolder, in: Liberation vom 19. Oktober 1982; über die Schrift Was heißt sprechen? Die Ökonomie des sprachlichen Tausches, Wien 1990, hier Seiten 81–86
    - Die Könige sind nackt, Interview mit Didier Eribon über Homo Academicus, übersetzt von Jürgen Bolder, Orig. in Le Nouvel Observateur vom 2. November 1984, deutsch: Frankfurt am Main 1988, hier Seiten 87–102
    - Therapie für traumatisierte Akademiker, übersetzt von Bernd Schwibs, zuerst erschienen als Für eine Realpolitik der Vernunft im Sammelband über Das Bildungswesen der Zukunft, herausgegeben von Sebastian Müller-Rolli, Stuttgart 1987, S. 229, hier S. 103–110
    - Vorschläge des Collège de France für das Bildungswesen der Zukunft, von Gottfried Pfeffer zusammengefasste und übersetzte Kurzfassung der Vorschläge zur Reform des Bildungswesens, in: Sonderheft der pädagogischen Zeitschrift Neue Sammlung Nr. 3(1985), hier Seiten 111–122
    - Brief an die Oberschüler von Mureaux, übersetzt von Jürgen Bolder[1], hier: Seiten 123–125
    - Was anfangen mit der Soziologie?, übersetzt von Jürgen Bolder; Interview mit Jacques Bass, dem Chefredakteur von Cfdt-Aujourd'hui, einer Zeitschrift der CFDT, Original: Que faire de la sociologie?, in: Cfdt-Aujourd'hui, Nr. 100 Paris 1991, hier Seiten 127–147
    - Keine wirkliche Demokratie ohne wahre kritische Gegenmacht, übersetzt von Jürgen Bolder, Interview mit Roger-Pol Droit und Thomas Ferenczi in Le Monde vom 14. Januar 1992, hier Seiten 149–160
    - Im Osten erwacht die Geschichte, übersetzt von Max Grosse, zuerst erschienen in Liber, deutsche Ausgabe, Nr. 2 (Dezember 1989), hier Seiten 161–164
    - Die gesunde Wut eines Soziologen, Interview mit Louis Roméro, übersetzt von Jürgen Bolder, frz. Orig. in: Politis, 19. März 1992, hier Seiten 165–174

- - Der Tote packt den Lebenden, VSA-Verlag, Hamburg 2011, ISBN 978-3-89965-478-3, darin enthalten:
    - Vorwort zur Neuauflage von Margareta Steinrücke
    - Grundlegungen
      - Der Tote packt den Lebenden, übersetzt von Jürgen Bolder, S. 17–54; frz. Orig.: Le mort saisit le vif, in: Actes de la recherche en sciences sociales Nr. 32–33 1980, S. 3–14
      - Zur Genese der Begriffe Habitus und Feld, übersetzt von Jürgen Bolder, S. 55–73; engl. Orig.: The genesis of the concept of Habitus and Field, in: Sociocriticism. Theories and Perspectives 11/2 1985, S. 11–25[2]
      - Für einen anderen Begriff von Ökonomie, Interview, leicht gekürzter Anhang zu Maria Iser, Der Habitus als illegitimer Normalfall gesellschaftlicher Reproduktion, Dissertation, Wien 1983

    - Soziale Klassen – Soziale Situationen
      - Wie eine soziale Klasse entsteht, übersetzt von Jürgen Bolder, S. 97–122; Orig.: What makes a social class. On the theoretical and practical existence of groups, Vorlesung, gehalten beim Dean-Symposium, Universität von Chicago, April 1987, in: Berkeley Journal of Sociology Nr. 32, 1987, S. 1–17
      - Eine Klasse für andere, übersetzt von Jürgen Bolder, S. 123–133; Orig.: Une classe object, in: Actes de la recherche en sciences sociales Nr. 17/18, 1977, S. 2–5
      - Arbeitslosigkeit als Tragödie des Alltags, übersetzt von Jürgen Bolder, S. 134–138; Orig.: Einleitung in: Marie Jahoda, Paul Lazarsfeld, Hans Zeisel: Les chomeurs de Marienthal. Minuit, Paris 1981, S. 7–12.
      - Das Elend des Staates – der Staat des Elends, übersetzt von Jürgen Bolder, S. 139–150; Orig.: Notre Etat de misère, Interview zu La misère du monde mit S. Pasquier, in: L’Express vom 18. März 1993

    - Praktische Interventionen
      - Wieder Frühling in Paris, Interview mit Elisabeth von Thadden, in Wochenpost vom 7. April 1994
      - Brecht die Vorherrschaft der Technokraten!, Rede vor streikenden Eisenbahnern am 12. Dezember 1995 in der Gare de Lyon in Paris, übersetzt von Georges Schlocker, in: Frankfurter Rundschau vom 16. Dezember 1995
      - Warnung vor dem Modell Tietmeyer, übersetzt von Verena Vannahme, in: Die Zeit vom 1. November 1996
      - Politik und Medienmacht, Interview mit Ulrike Ackermann, in: Neue Gesellschaft/Frankfurter Hefte, 9/1992, S. 804–815
      - Für eine Politik der Moral in der Politik, übersetzt von Jürgen Bolder, Orig.: Pour une politique de la morale dans la politique, Vortrag vor dem Kolloquium From the twilight of probability, Locarno 1991

- - Pierre Bourdieu und andere: Der Einzige und sein Eigenheim, VSA-Verlag, Hamburg 2002, ISBN 978-3-87975-862-3; Erweiterte Neuausgabe, unveränderter Nachdruck: VSA-Verlag, Hamburg 2006, ISBN 3-87975-862-X; darin enthalten:
    - Margareta Steinrücke und Franz Schultheis, Vorwort zur erweiterten Neuausgabe
    - Vorwort zur ersten Auflage
    - Pierre Bourdieu:
      - Einleitung, übersetzt von Joachim Wilke; frz. Original: Introduction, in: Les structures sociales de l'économie, Collection Liber, Edition du Seuil, Paris 2000, S. 9–26
      - Der Häusermarkt, frz. Orig.: La marché de la maison, in: Les structures sociales de l'économie, S. 27–31
      - Ein Zeichen der Zeit, übersetzt von Jürgen Bolder; frz. Orig.: Un signe de temps, in: Actes de al recherche en sciences sociales, Nr. 81/82, März 1990, S. 2–5

    - Pierre Bourdieu unter der Mitarbeit von Salah Bouhedja, Rosine Christin und Ciaire Givvy:
      - Eine sichere Geldanlage für die Familie. Das Einfamilienhaus: Produktspezifik und Logik des Produktionsfeldes, übersetzt von Joachim Wilke; frz. Orig.: Un placement de père de famille, in: Actes de al recherche en sciences sociales, Nr. 81/82, März 1990, S. 6–33

    - Pierre Bourdieu unter der Mitarbeit von Salah Bouhedja und Ciaire Giviy:
      - Ein Vertrag unter Zwang, übersetzt von Franz Hector; frz,. Orig.: Un contrat sous contrainte, in: Actes de al recherche en sciences sociales, Nr. 81/82, März 1990, S. 34–51

    - Pierre Bourdieu/Monique de Saint Martin:
    - Der Eigentumssinn. Die soziale Genese von Präferenzsystemen, übersetzt von Franz Hector; frz. Orig.: Le sens de la proprieté, in: Actes de al recherche en sciences sociales, Nr. 81/82, März 1990, S. 52–64
    - Pierre Bourdieu:
      - Das ökonomische Feld, übersetzt von Joachim Wilke; frz. Orig.: Le champ économique, in: Actes de al recherche en sciences sociales, Nr. 119, 48–66
      - Eine imaginäre Anthropologie, übersetzt von Joachim Wilke; frz.: Orig.: Une anthropologie imaginaire, Manuskript, ersetzt den der Erstauflage von Der Einzige und sein Eigentum in Das ökonomische Feld eingefügten Text Der Markt als wissenschaftlicher Mythos
      - Postscriptum: Einigen und herrschen – vom nationalen zum internationalen Feld, übersetzt von Joachim Wilke; frz. Orig.: Unifier pour mieux dominer, Manuskript, Überarbeitung des Kapitels Postscriptum: Du champ national au champ international, in: Les structures sociales de l'économie, S. 271–280

- - Wie die Kultur zum Bauern kommt, übersetzt von Jürgen Bolder, VSA-Verlag, Hamburg 2001, ISBN 978-3-87975-803-6, darin enthalten:
    - Vorwort von Margareta Steinrücke und Axel Bolder
    - Schule und soziale Ungleichheit
      - Wie die Kultur zum Bauern kommt, übersetzt von Franz Hector, S. 14–24; Original: Comment la cultur vient aux paysans, in: Paysans, Nr. 62, Okt./Nov. 1966, Paris 1966, S. 6–20
      - Die konservative Schule, übersetzt von Jürgen Bolder, S. 25–52; frz. Orig.: L'école conservatrice, in: Revue française de sociologie, Bd. VII, Paris 1966, S. 25–347
      - Mit Monique de Saint-Martin,Exzellenz in der Schule und die Werte des französischen Unterrichtssystems, gekürzte Fassung, übersetzt von Franz Hector, S. 53–83; Orig.: L'excellence scolaire et les valeurs du système d'enseignement français, in: Annales. Èconomie, sociétés civilisation, 25. Jg., Nr. 1, Jan./Feb., Paris 1970, S. 147–175
      - Unterrichtssysteme und Denksysteme, übersetzt von Joachim Wilke, S. 84–110; frz. Orig.: Systèmes d'enseignement et systèmes de penseés, in: Revue internationale des sciences sociales XIX, Nr. 3, Paris 1967, S. 367–388

    - Kulturelles Kapital und kulturelle Praxis
      - Die drei Formen des kulturellen Kapitals, übersetzt von Reinhard Kreckel und Margareta Steinrücke, S. 112–120; frz. Orig.: Les trois états de capital culturel, in: Actes de la recherche en sciences sociales Nr. 30, November 1979, Paris, S. 3–6
      - Das Lesen: eine kulturelle Praxis, übersetzt von Joachim Wilke, S. 121–141; frz. Orig.: La lecture: une pratique culturelle, in: R. Chartier und A. Paire (Herausgeber), Pratiques de la lecture, Paris 1985

    - Pädagogik und Politik
      - Mit J. C. Passeron: Plädoyer für eine rationale Hochschuldidaktik, übersetzt von Barbara und Robert Picht, S. 144–152; dt. Orig. in: Die Illusion der Chancengleichheit. Untersuchungen zur Soziologie des Bildungswesens am Beispiel Frankreichs, Klett-Cotta, Stuttgart 1971, S. 82–91
      - 'Mit François Gros, Grundsätze für eine Reflexion der Unterrichtsinhalte, übersetzt von Jürgen Bolder, S. 153–161; frz. Orig.: Principes pour une réflexion sur les contenus d'enseignement, in: Le monde de l'éducation, Ministère de l'éducation nationale, Paris 1989
      - Habitus, Herrschaft und Freiheit, Interview mit Antoine Spire, Pascale Casanova und Miguel Banassayag, gekürzte Fassung, übersetzt von Franz Hector, frz Orig.: Èdition 00h00, Paris 2000
      - Wie die Politik zum Intellektuellen kommt, Interview mit Maria Andrea Loyola, übersetzt von Franz Hector, S. 174–204; frz. Orig. in: ITV CNRS Images Média FENIS CICT, 27. Oktober 1999

    - Glossar zu Begriffen des französischen Erziehungs- und Bildungssystems, S. 207–208

- - Unverbesserlicher Optimist. 2012, ISBN 978-3-89965-479-0, darin enthalten:
    - Vorwort
      - Meditationen eines Soziologen
      - Doxa und Alltagsleben
      - Das Elend der Welt
      - Die Regeln der Kunst
      - Gegen die blinde Logik der Ökonomie
      - Das politische Kapital der Europäer
      - Ein unverbesserlicher Optimist

- Schriften, herausgegeben von Franz Schultheis, Stephan Egger. In Zusammenarbeit mit dem Suhrkamp Verlag und der Stiftung Pierre Bourdieu.
  - Band 2: Tradition und Reproduktion (Schriften zur kollektiven Anthropologie 1), suhrkamp, Berlin 2020, ISBN 978-3-518-29896-1.
  - Band 3: Habitus und Praxis (Schriften zur kollektiven Anthropologie, 2), suhrkamp, Berlin 2020, ISBN 978-3-518-29896-1.
  - Band 7: Politik. (Schriften zur Politischen Ökonomie, 2), übersetzt von Roswitha Schmid, Hella Beister, Eva Kessler, Achim Russer und Bernd Schwibs, UVK, Konstanz 2010, ISBN 978-3-86764-196-8
  - Band 9: Sprache. (Schriften zur Kultursoziologie, 1) Suhrkamp, 2017
  - Band 12.1: Kunst und Kultur. Zur Ökonomie symbolischer Güter. (Schriften zur Kultursoziologie, 4) UVK, Konstanz 2011, ISBN 978-3-86764-276-7
  - Band 12.2: Kunst und Kultur. Kunst und künstlerisches Feld. (Schriften zur Kultursoziologie, 4) UVK, Konstanz 2011, ISBN 978-3-86764-277-4
  - Band 13: Religion. (Schriften zur Kultursoziologie, 5) UVK, Konstanz 2009, ISBN 978-3-86764-195-1

Interventionen 1961–2001, VSA-Verlag, Hamburg 2013, ISBN 3-87975-875-1
- 1058–1962: Politisches Engagement in Zeiten des Befreiungskrieges
- 1961–1963: Kolonialkrieg und revolutionäres Bewusstsein, darin enthalten:
  - Revolution in der Revolution
  - Vom revolutionären krieg zur Revolution
  - Rückblick auf die algerische Erfahrung
  - „Sartre und ich“. Über den „totalen Intellektuellen“
- 1964–1970: Erziehung und Herrschaft, darin enthalten:
  - Die jakobinische Ideologie
  - Der Mai 68 ...
  - Aufruf zur Bildung von Generalständen in Unterricht und Forschung
  - Einige Hinweise für eine Politik der Demokratisierung
  - Rückblick auf die Rezeption von Les Héritiers und La Reproduction
- 1971–1980: Gegen die Wissenschaft von der politischen Enteignung, darin enthalten:
  - Die Doxosophen
  - Die öffentliche Meinung
  - Die Intellektuellen in den sozialen Kämpfen
  - Denen das Wort erteilen, die keine Sprache haben
  - Glücklich die Armen im Geiste

- Mit Detlev Hensche und Burkart Lutz: Perspektiven des Protestes. Initiativen für einen europäischen Wohlfahrtsstaat, VSA, Hamburg 1997, ISBN 978-3-87975-697-1; darin von Bourdieu die Aufsätze Die fortschrittlichen Kräfte und Die Zukunft Europas hängt von den Deutschen ab
- Lohn der Angst. Flexibilisierung und Kriminalisierung in der neuen Arbeitsgesellschaft. UVK, Konstanz 1999, ISBN 978-3-86764-026-8
- Zur Soziologie der symbolischen Formen, Sammlung von Aufsätzen, übersetzt von Wolfgang Fietkau, Suhrkamp, Frankfurt am Main 1974, ISBN 978-3-518-27707-2
- Mit Luc Boltanski u. a.: Titel und Stelle. Über die Reproduktion sozialer Macht, Aufsatzsammlung, übersetzt von Helmut Köhler, Beate Krais, Achim Leschinsky und Gottfried Pfeffer EVA, Frankfurt am Main 1978, ISBN 3-434-00496-3 (franz. 1970)
- Das religiöse Feld. Texte zur Ökonomie des Heilsgeschehens, übersetzt von Andreas Pfeuffer, UVK, Konstanz 2002, ISBN 3-87940-580-8 (franz. 1971 und 2001)*

## Bildband
- Images d'Algérie: une affinité élective, Actes Sud 2003, ISBN 2-7427-4136-4, Bildband
  - deutsch: In Algerien. Zeugnisse der Entwurzelung. Herausgegeben von Franz Schultheis und Christine Frisinghelli. Edition Camera Austria, Graz 2003, ISBN 3-900508-47-X. 2. Auflage: UVK, Konstanz 2009, ISBN 978-3-86764-166-1 (eng. Columbia University Press, New York 2007; span. Círculo de Bellas Artes, Madrid 2011; ital. Carocci, Rom 2012)